# Trémouilles
Pour les articles ayant des titres homophones, voir Trémouille (homonymie).
Trémouilles est une commune française située dans le département de l'Aveyron en région Occitanie.

## Géographie

### Localisation
Au sud-est de Rodez, son territoire s'étend sur la bordure est du plateau du Ségala.

### Communes limitrophes
Les communes limitrophes sont  Arvieu, Canet-de-Salars, Comps-la-Grand-Ville, Flavin, Pont-de-Salars et Salmiech.

### Site
Principaux hameaux et lieux-dits :
- Trémouilles : Les Carrières, Bonuéjouls, Frayssinous, Préviala, Paulhe (partie), Sarlit ;
- Ancienne commune de St Hilaire : St Hilaire, Le Bastié, Le Grand Mas, Fréjamayoux, Le Pouget, Carbasse, Restapau, Catusse.

### Hydrographie

#### Réseau hydrographique

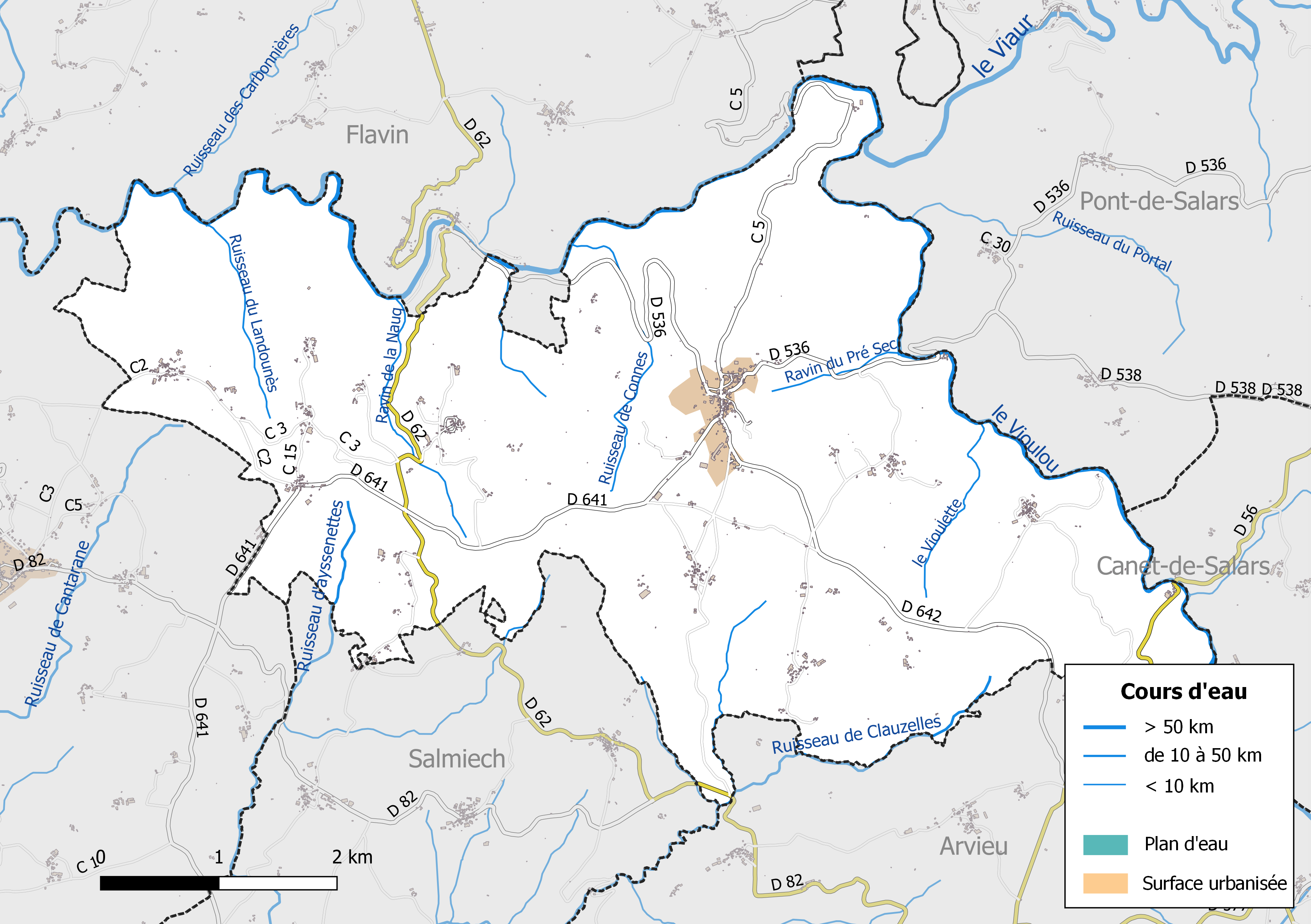
Réseaux hydrographique et routier de Trémouilles.

La commune est drainée par le Viaur, le Vioulou, le ruisseau de Clauzelles, le Vioulette, le ravin de la Nauq, le ravin du Pré Sec, le ruisseau de calières, le ruisseau de Connes, le ruisseau du Landounès, par divers petits cours d'eau.
Le Viaur prend sa source à 1 086 m d’altitude dans la région naturelle du Lévézou qui présente un relief vallonné, dans la commune de Vézins-de-Lévézou pour confluer, après avoir parcouru environ 168 km, avec l'Aveyron à 146 m d’altitude en limite de Laguépie (Tarn-et-Garonne) et Saint-Martin-Laguépie (Tarn), après avoir arrosé 30 communes.
Le Vioulou, d'une longueur totale de 33,1 km, prend sa source dans la commune de Castelnau-Pégayrols et se jette  dans le Viaur à Trémouilles, après avoir arrosé 9 communes.

#### Gestion des cours d'eau
Afin d’atteindre le bon état des eaux imposé par la Directive-cadre sur l'eau du 23 octobre 2000, plusieurs outils de gestion intégrée s’articulent à différentes échelles pour définir et mettre en œuvre un programme d’actions de réhabilitation et de gestion des milieux aquatiques : le SDAGE (Schéma directeur d'aménagement et de gestion des eaux), à l’échelle du bassin hydrographique, et le SAGE (Schéma d'aménagement et de gestion des eaux), à l’échelle locale. Ce dernier fixe les objectifs généraux d’utilisation, de mise en valeur et de protection quantitative et qualitative des ressources en eau superficielle et souterraine. Trois SAGE sont mis en oeuvre dans le département de l'Aveyron.
La commune fait partie du SAGE du bassin versant du Viaur, approuvé le 28 mars 2018, au sein du SDAGE Adour-Garonne. Le périmètre de ce SAGE couvre 89 communes, sur trois départements (Aveyron, Tarn et Tarn-et-Garonne),. Le pilotage et l’animation du SAGE sont assurés par l’établissement public d'aménagement et de gestion des eaux (EPAGE) du bassin du Viaur, une structure qui regroupe les établissements publics de coopération intercommunale à fiscalité propre (EPCI-FP) dont le territoire est inclus (en totalité ou partiellement) dans le bassin hydrographique du Viaur et les structures gestionnaires de l’alimentation en eau potable des populations et qui disposent d’une ressource sur le bassin versant du Viaur. Il correspond à l’ancien syndicat mixte du Bassin versant du Viaur,.

### Climat
Pour des articles plus généraux, voir Climat de l'Occitanie et Climat de l'Aveyron.
En 2010, le climat de la commune est de type climat océanique altéré, selon une étude s'appuyant sur une série de données couvrant la période 1971-2000. En 2020, Météo-France publie une typologie des climats de la France métropolitaine dans laquelle la commune est exposée à un climat de montagne et est dans la région climatique Sud-est du Massif Central, caractérisée par une pluviométrie annuelle de 1 000 à 1 500 mm, minimale en été, maximale en automne.
Pour la période 1971-2000, la température annuelle moyenne est de 9,8 °C, avec une amplitude thermique annuelle de 15,5 °C. Le cumul annuel moyen de précipitations est de 1 048 mm, avec 11,4 jours de précipitations en janvier et 6,3 jours en juillet. Pour la période 1991-2020, la température moyenne annuelle observée sur la station météorologique la plus proche, située sur la commune de Flavin à 6 km à vol d'oiseau, est de 11,0 °C et le cumul annuel moyen de précipitations est de 902,2 mm,. Pour l'avenir, les paramètres climatiques de la commune estimés pour 2050 selon différents scénarios d'émission de gaz à effet de serre sont consultables sur un site dédié publié par Météo-France en novembre 2022.

### Milieux naturels et biodiversité

#### Sites Natura 2000

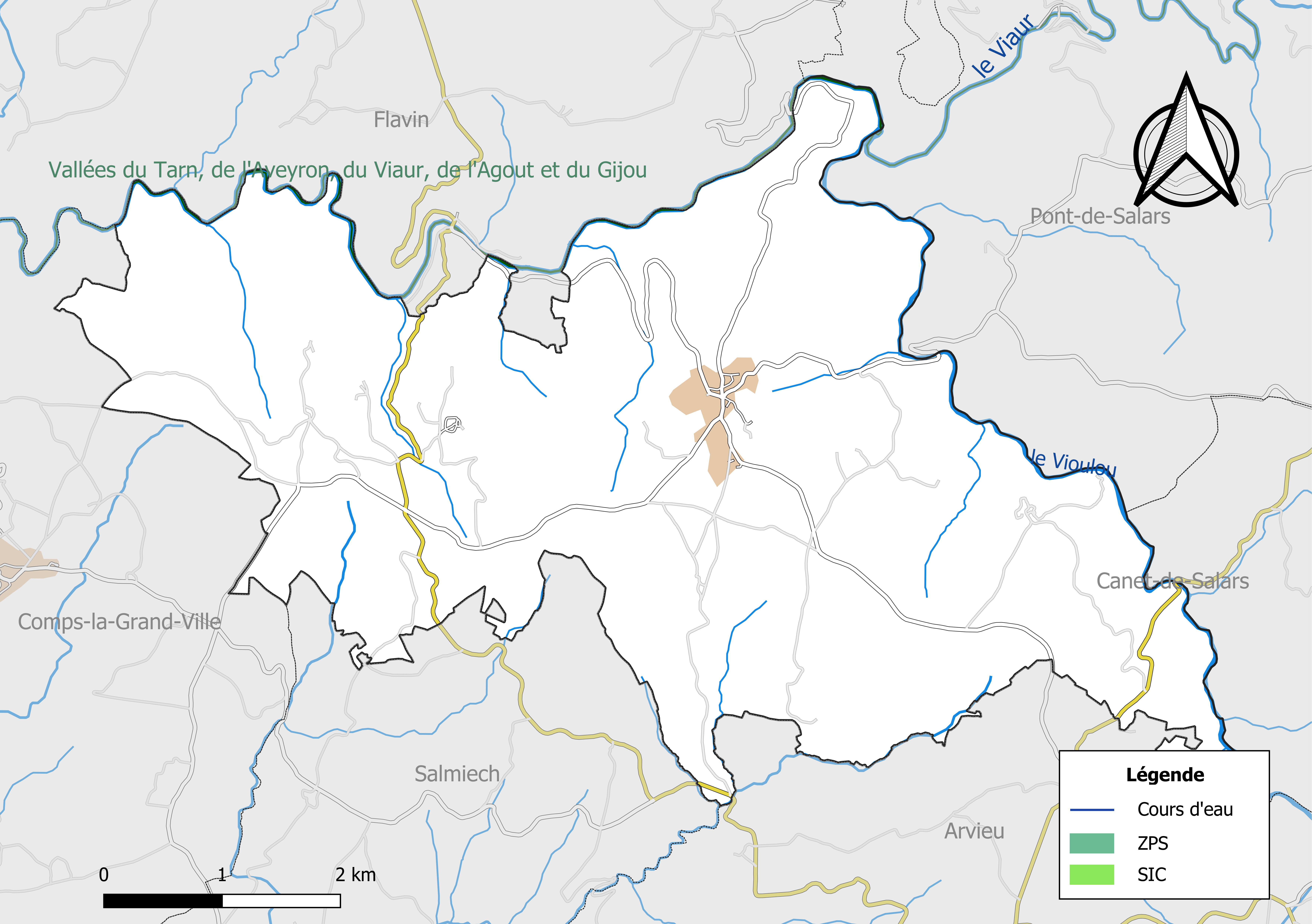
Sites Natura 2000 sur le territoire communal.

Le réseau Natura 2000 est un réseau écologique européen de sites naturels d’intérêt écologique élaboré à partir des Directives « Habitats » et « Oiseaux ». Ce réseau est constitué de Zones spéciales de conservation (ZSC) et de Zones de protection spéciale (ZPS). Dans les zones de ce réseau, les États Membres s'engagent à maintenir dans un état de conservation favorable les types d'habitats et d'espèces concernés, par le biais de mesures réglementaires, administratives ou contractuelles.
Un site Natura 2000 a été défini sur la commune au titre de la « directive Habitats » : 
- Les « Vallées du Tarn, de l'Aveyron, du Viaur, de l'Agout et du Gijou », d'une superficie de 17 144 ha, s'étendent sur 136 communes dont 41 dans l'Aveyron, 8 en Haute-Garonne, 50 dans le Tarn et 37 dans le Tarn-et-Garonne. Elles présentent une très grande diversité d'habitats et d'espèces dans ce vaste réseau de cours d'eau et de gorges. La présence de la Loutre d'Europe et de la moule perlière d'eau douce est également d'un intérêt majeur[17] ;

#### Zones naturelles d'intérêt écologique, faunistique et floristique
L’inventaire des zones naturelles d'intérêt écologique, faunistique et floristique (ZNIEFF) a pour objectif de réaliser une couverture des zones les plus intéressantes sur le plan écologique, essentiellement dans la perspective d’améliorer la connaissance du patrimoine naturel national et de fournir aux différents décideurs un outil d’aide à la prise en compte de l’environnement dans l’aménagement du territoire.
Le territoire communal de Trémouilles comprend deux ZNIEFF de type 1,, 
les « Pentes de la Forêt des Brunes » (185,3 ha), couvrant 3 communes du département ;
et la « Rivière du Viaur » (697,7 ha), couvrant 18 communes dont 14 dans l'Aveyron et 4 dans le Tarn
et deux ZNIEFF de type 2, : 
- le « Ruisseau du Vioulou et lac de Pareloup » (1 684 ha), qui s'étend sur 6 communes de l'Aveyron[21] ;
- la « Vallée du Viaur et ses affluents » (27 587 ha), qui s'étend sur 56 communes dont 45 dans l'Aveyron, 10 dans le Tarn et 1 dans le Tarn-et-Garonne[22].

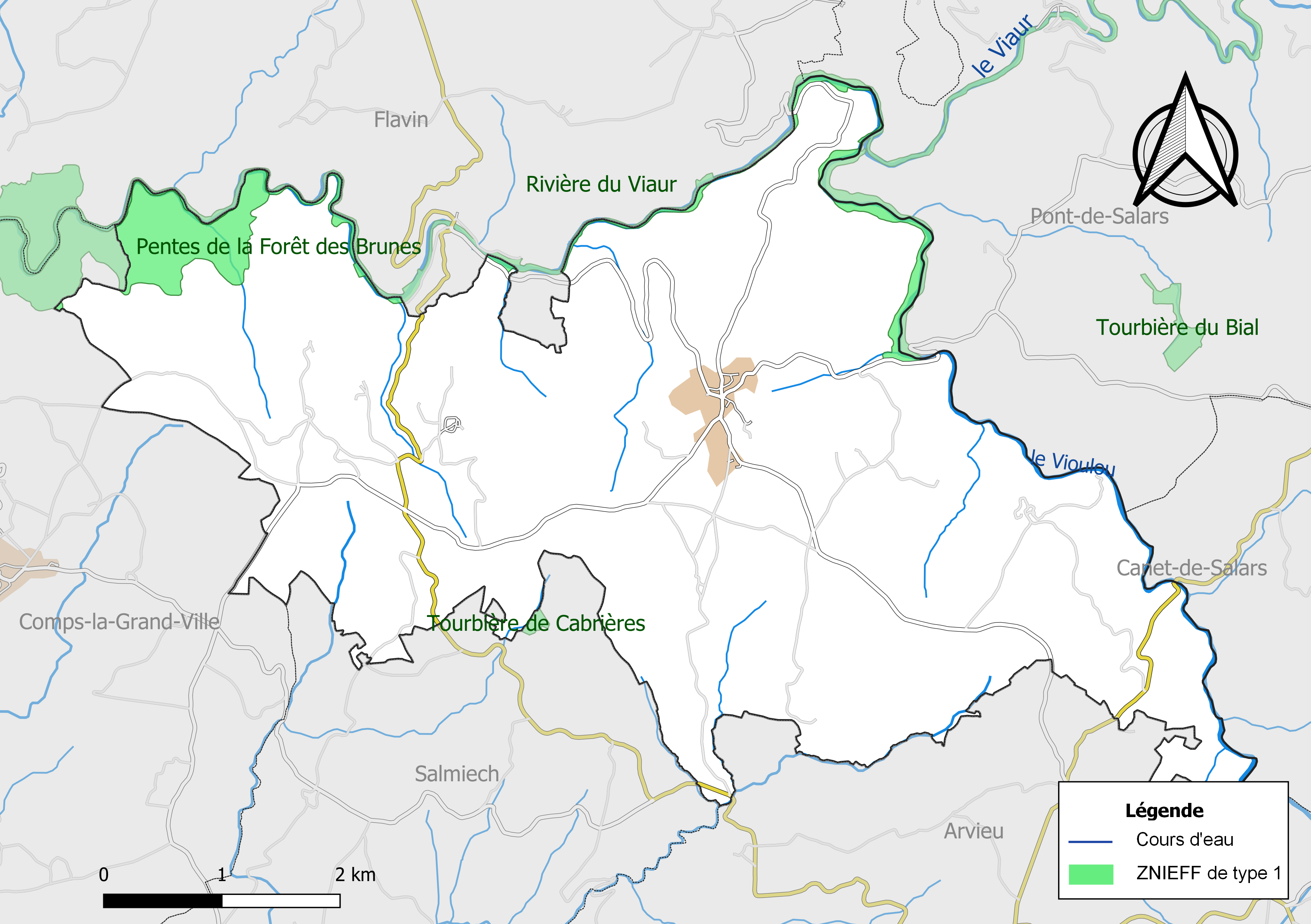
Carte des ZNIEFF de type 1 de la commune.
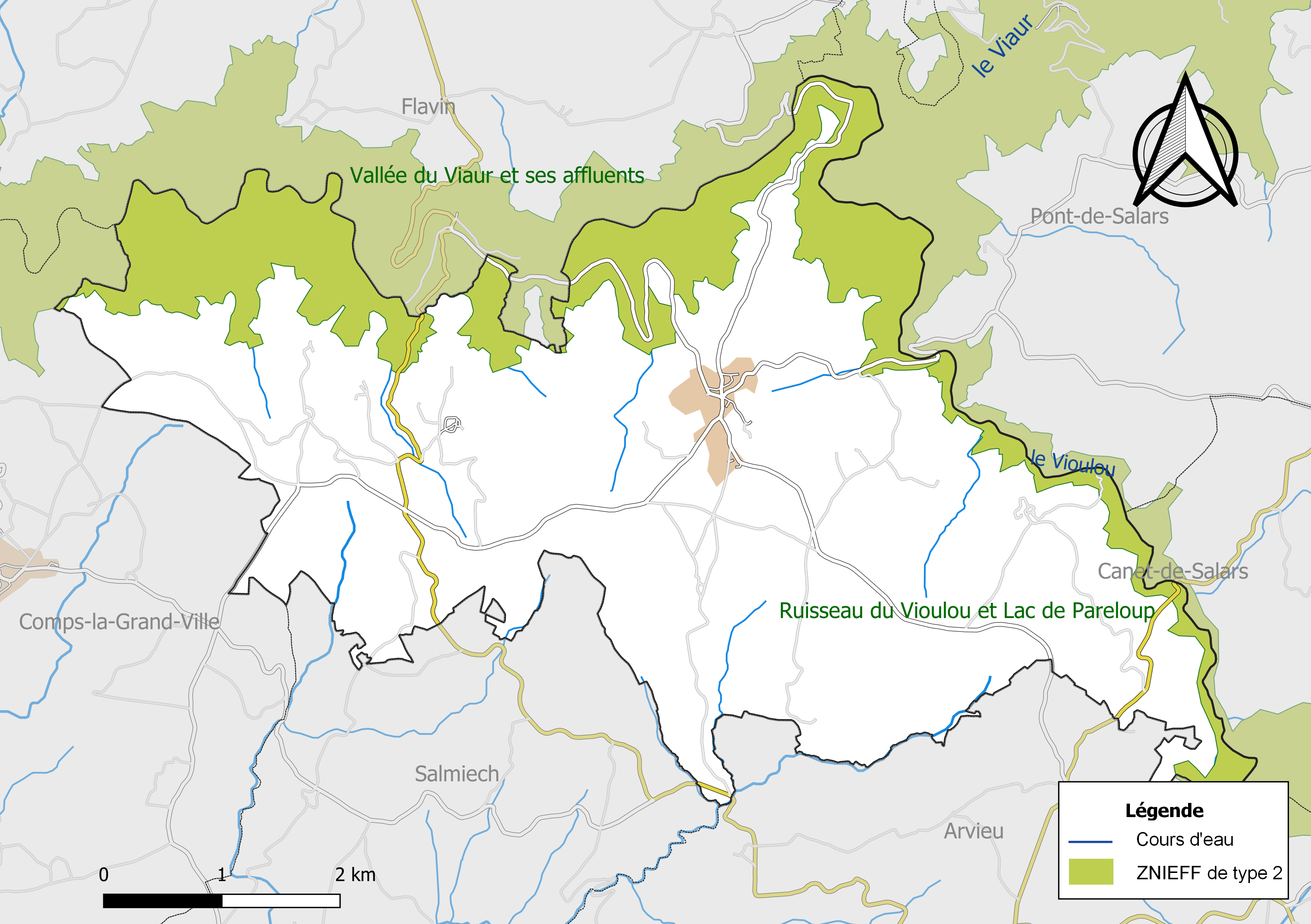
Carte des ZNIEFF de type 2 de la commune.

## Urbanisme

### Typologie
Au 1er janvier 2024, Trémouilles est catégorisée commune rurale à habitat très dispersé, selon la nouvelle grille communale de densité à 7 niveaux définie par l'Insee en 2022.
Elle est située hors unité urbaine. Par ailleurs la commune fait partie de l'aire d'attraction de Rodez, dont elle est une commune de la couronne,. Cette aire, qui regroupe 68 communes, est catégorisée dans les aires de 50 000 à moins de 200 000 habitants,.

### Occupation des sols

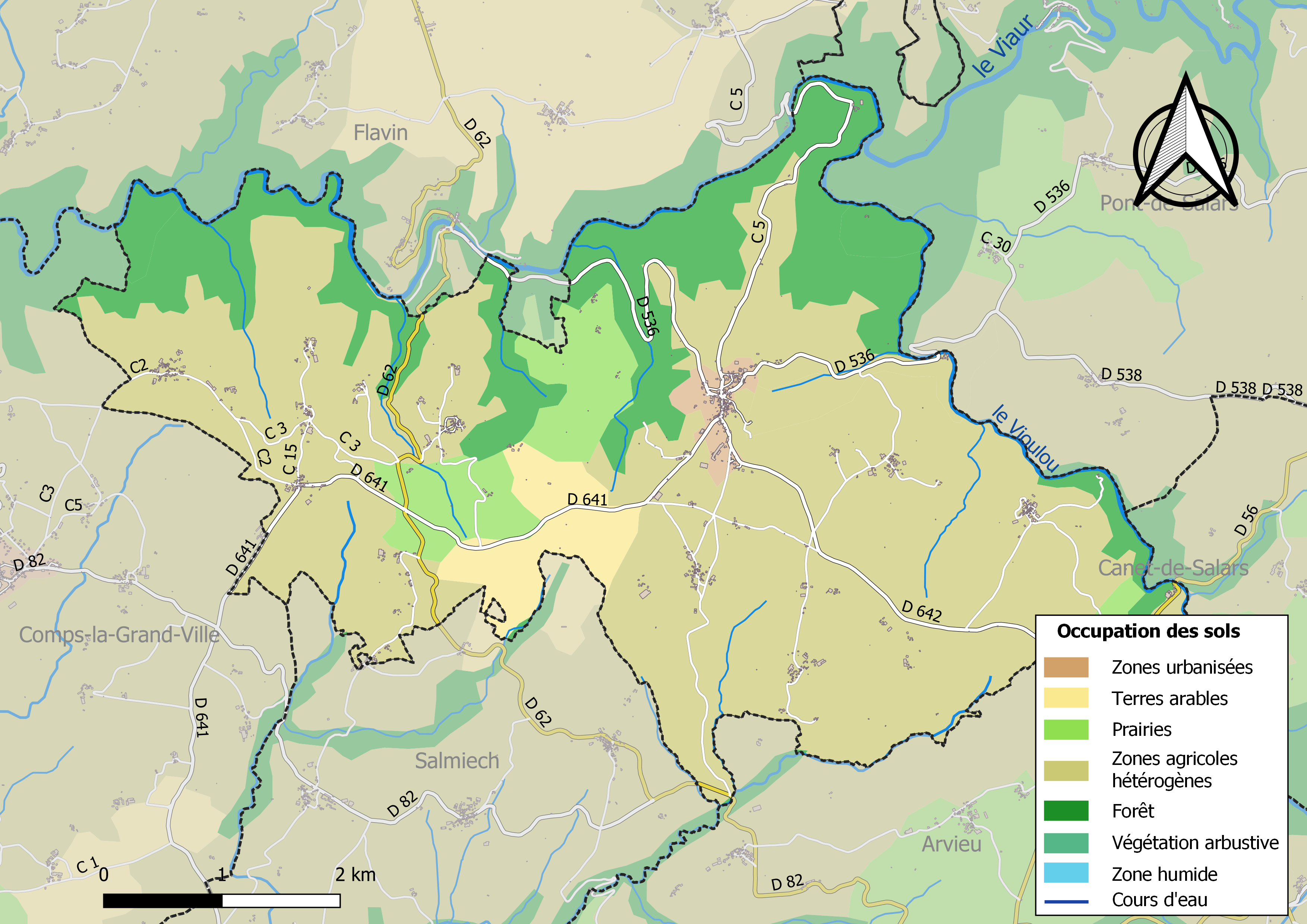
Infrastructures et occupation des sols de la commune de Trémouilles.

L'occupation des sols de la commune, telle qu'elle ressort de la base de données européenne d’occupation biophysique des sols Corine Land Cover (CLC), est marquée par l'importance des territoires agricoles (78,6 % en 2018), en augmentation par rapport à 1990 (77,6 %). La répartition détaillée en 2018 est la suivante : 
zones agricoles hétérogènes (65,2 %), forêts (20,4 %), prairies (9,3 %), terres arables (4,1 %), zones urbanisées (1 %).

### Planification
La loi SRU du 13 décembre 2000 a incité fortement les communes à se regrouper au sein d’un établissement public, pour déterminer les partis d’aménagement de l’espace au sein d’un SCoT, un document essentiel d’orientation stratégique des politiques publiques à une grande échelle. La commune est dans le territoire du SCoT du Lévézou, prescrit en juin 2018. La structure porteuse est le Pôle d'équilibre territorial et rural du Lévézou, qui associe deux communautés de communes, notamment la communauté de communes du Pays de Salars, dont la commune est membre
La commune disposait en 2017 d'une carte communale approuvée.

### Risques majeurs
Le territoire de la commune de Trémouilles est vulnérable à différents aléas naturels : climatiques (hiver exceptionnel ou canicule), feux de forêts et séisme (sismicité faible).
Il est également exposé à un risque technologique, et la rupture d'un barrage, et à deux risques particuliers, les risques radon et minier,.

#### Risques naturels
Le Plan départemental de protection des forêts contre les incendies découpe le département de l’Aveyron en sept « bassins de risque » et définit une sensibilité des communes à l’aléa feux de forêt (de faible à très forte). La commune est classée en sensibilité faible.

#### Risques technologiques
Dans le département de l'Aveyron on dénombre huit grands barrages susceptibles d’occasionner des dégâts en cas de rupture. La commune fait partie des 64 communes susceptibles d’être touchées par l’onde de submersion consécutive à la rupture d’un de ces barrages.

#### Risques particuliers
La commune est concernée par le risque minier, principalement lié à l’évolution des cavités souterraines laissées à l’abandon et sans entretien après l’exploitation des mines.
Dans plusieurs parties du territoire national, le radon, accumulé dans certains logements ou autres locaux, peut constituer une source significative d’exposition de la population aux rayonnements ionisants. Toutes les communes du département sont concernées par le risque radon à un niveau plus ou moins élevé. Selon le dossier départemental des risques majeurs du département établi en 2013, la commune de Trémouilles est classée à risque moyen à élevé. Un décret du 4 juin 2018 a modifié la terminologie du zonage définie dans le code de la santé publique et a été complété par un arrêté du 27 juin 2018 portant délimitation des zones à potentiel radon du territoire français. La commune est désormais en zone 3, à savoir zone à potentiel radon significatif.

## Histoire

### Sous l'Ancien Régime
La seigneurie de Trémouilles a été inféodée en 1282 par le comte Guillaume de Rodez à Hugues de Landorre, baron d'Arvieu. À cette époque le village est entouré de fossés. 

En 1471 Bernard de Landorre, après avoir rompu avec sa famille et donné tous ses biens au bâtard de Bourbon, se retire dans une tour à Tremouilles. Cette tour existait déjà au XIIIe siècle, elle servit de grenier au seigneur avant la Révolution française, puis ce qu'il en restait au XIXe siècle fut vendu à des habitants du village. 

Le 17 mai 1502, Arnaud IV de Landorre, sans enfants, lègue la seigneurie de Trémouilles avec la baronnie de Landorre à son beau-père, Guilhot d'Estaing, vicomte d'Estaing, baron de Salmiech, etc. En 1520, il revend les seigneuries de Trémouilles, Landorre et d'Arvieu à Antoine Brenguier, conseiller au Parlement de Bordeaux, secrétaire du roi. Son fils cadet Brenguier de Brenguier, sans enfants, vend la seigneurie de Trémouilles le 3 octobre 1560 à Antoine Cat, marchand de Rodez. Sa fille Jeanne de Cat, héritière en partie de Trémouilles, se marie en 1566 avec François Vedel qui est marchand à Rodez. Elle lui apporte le fief de Trémouilles. La famille Vedel dont le nom deviendra de Vedelly ou de Védelly, garde jusqu'à la Révolution française la seigneurie de Trémouilles en partage à partir de 1656 avec la famille de Barrau du lieu de Carcenac. En effet, la petite fille de François Vedel, Anne de Vedelly, apporte la moitié de la seigneurie de Trémouilles à Guion de Barrau avec lequel elle se marie en 1656.

### À l'époque de la Révolution française
Affaire de Calmont : le 4 novembre 1792, un bataillon de la garde nationale venu arrêter à Trémouilles deux prêtres réfractaires Jean-Antonin Sadous et Pierre-Jean Sadous, doit se retirer face à l'opposition de la population. Sur le chemin du retour, près de Carcenac et Lagranville ils sont talonnés par une garde nombreuse avec un chef nommé de Barrau qui fait tirer sur eux et ils prennent la fuite. Deux jours après le maire de Trémouilles, le procureur et le juge de paix sont assignés à comparaitre devant le Conseil général du département pour expliquer leur conduite. Le conseil général suspend provisoirement la garde nationale de Trémouilles, ordonne le désarmement des citoyens jugés suspects et ordonne que la force armée se rende à Trémouilles pour arrêter les auteurs des troubles, mais les deux prêtres réussirent à échapper à toutes les recherches.

## Politique et administration

### Découpage territorial
La commune de Trémouilles est membre de la communauté de communes du Pays de Salars, un établissement public de coopération intercommunale (EPCI) à fiscalité propre créé le 31 décembre 1996 dont le siège est à Pont-de-Salars. Ce dernier est par ailleurs membre d'autres groupements intercommunaux.
Sur le plan administratif, elle est rattachée à l'arrondissement de Millau, au département de l'Aveyron et à la région Occitanie. Sur le plan électoral, elle dépend du  canton de Raspes et Lévezou pour l'élection des conseillers départementaux, depuis le redécoupage cantonal de 2014 entré en vigueur en 2015, et de la troisième circonscription de l'Aveyron  pour les élections législatives, depuis le dernier découpage électoral de 2010.

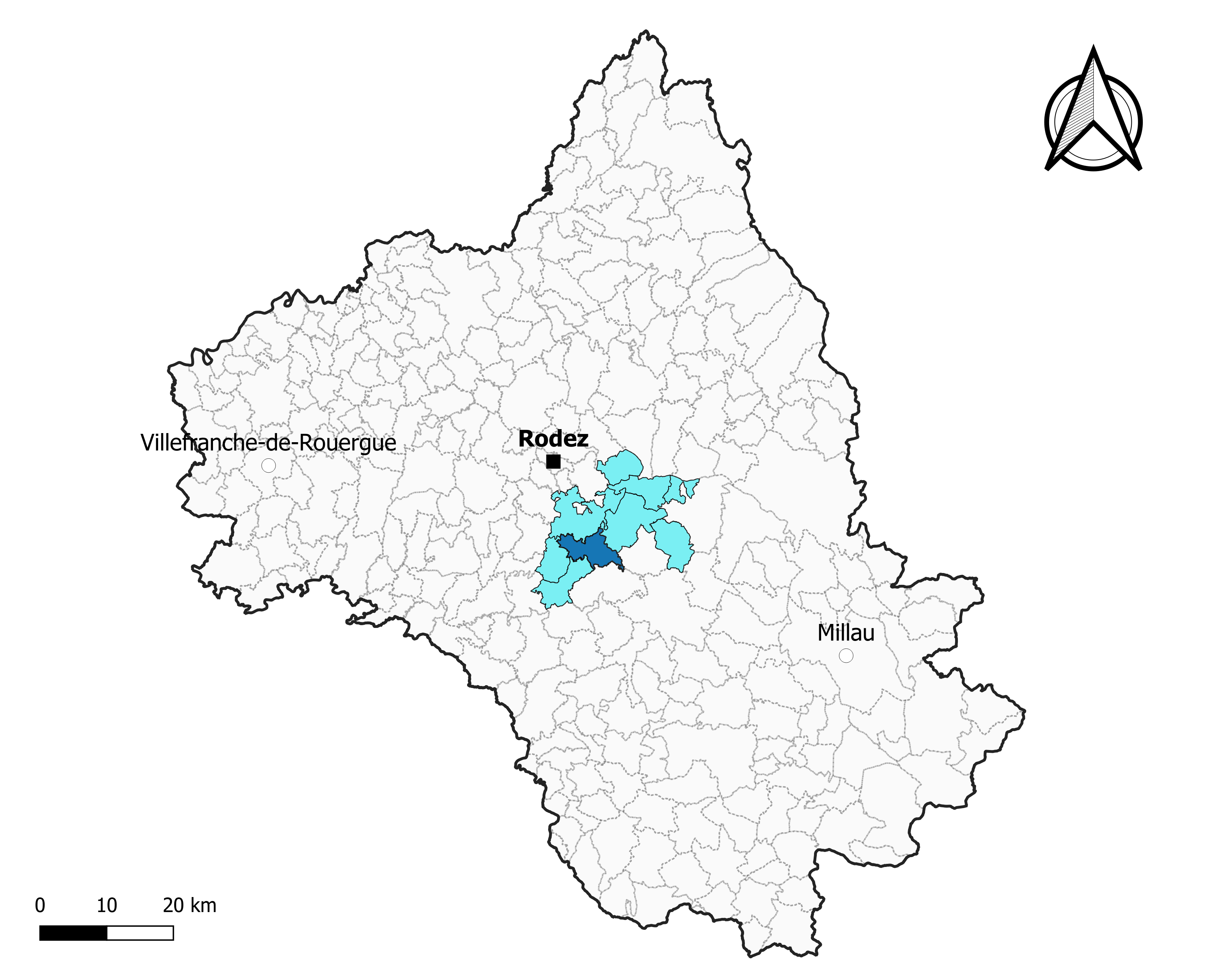
Trémouilles dans l'intercommunalité en 2020.
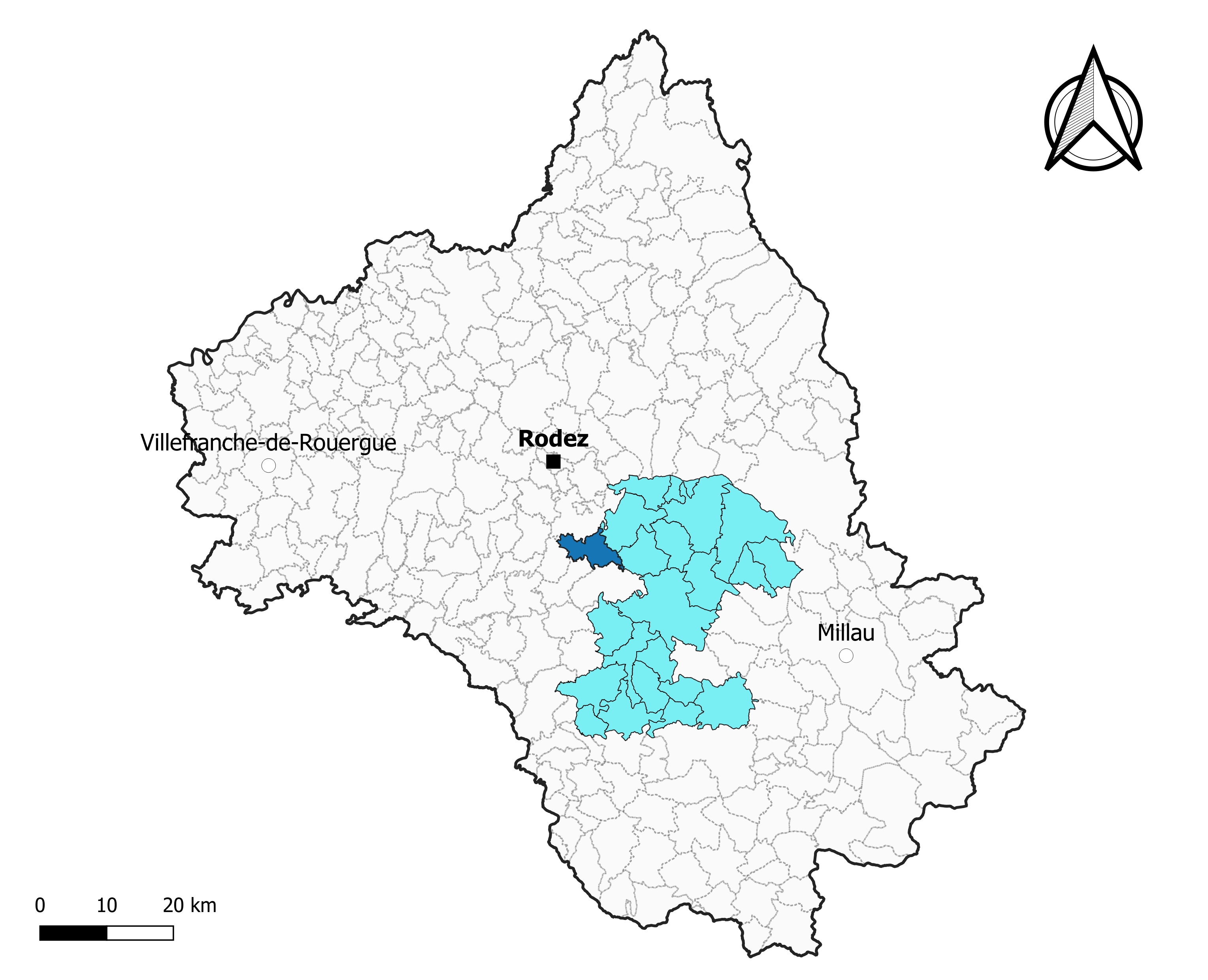
Trémouilles dans le canton de Raspes et Lévezou en 2020.
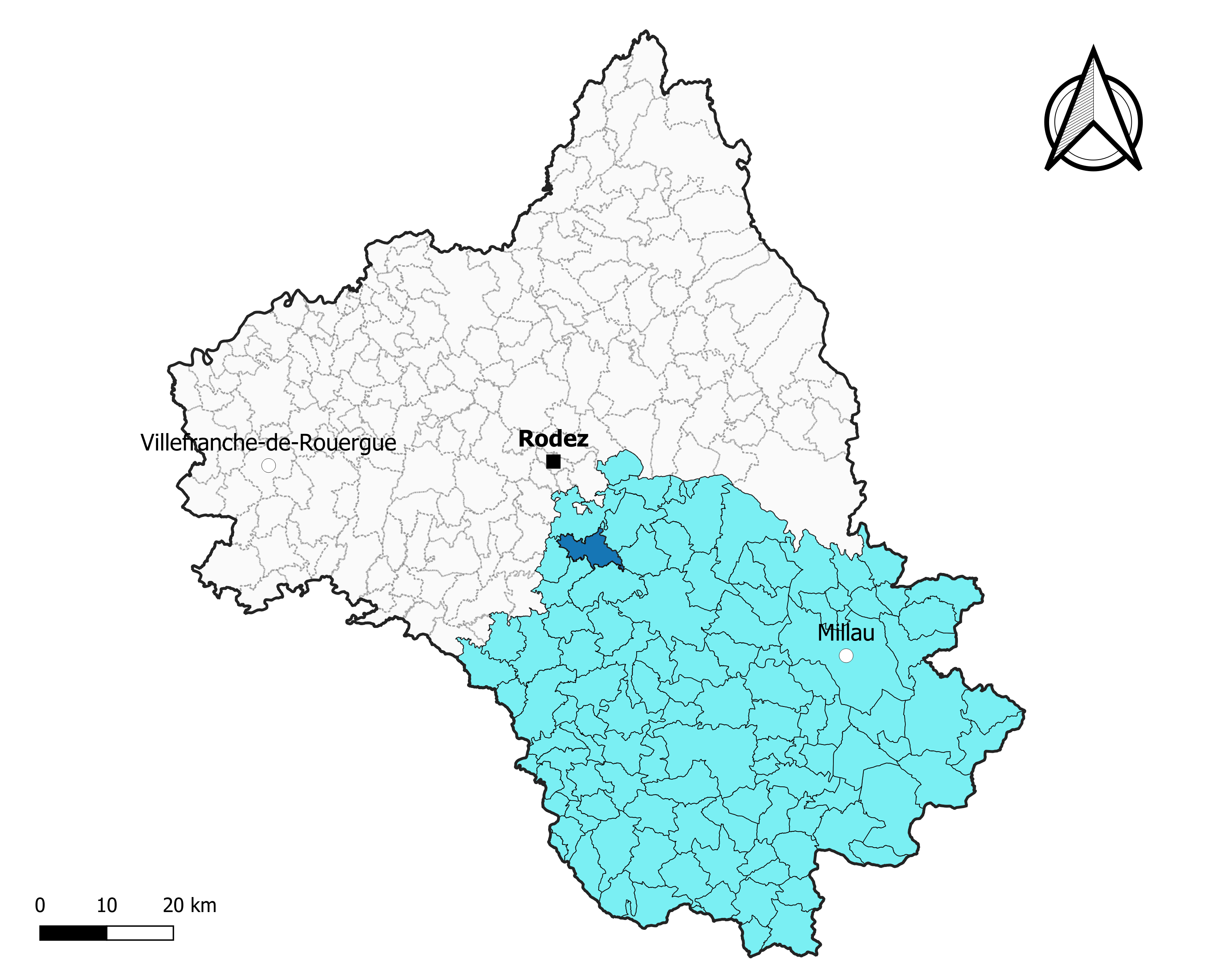
Trémouilles dans l'arrondissement de Millau en 2020.

### Élections municipales et communautaires

#### Élections de 2020
Le conseil municipal de Trémouilles, commune de moins de 1 000 habitants, est élu au scrutin majoritaire plurinominal à deux tours avec candidatures isolées ou groupées et possibilité de panachage. Compte tenu de la population communale, le nombre de sièges à pourvoir lors des élections municipales de 2020 est de 15. Sur les trente candidats en lice, onze  sont élus dès le premier tour, le 15 mars 2020, avec un taux de participation de 82,65 %. Les quatre conseillers restant à élire sont élus au second tour, qui se tient le 28 juin 2020 du fait de la pandémie de Covid-19, avec un taux de participation de 83,07 %.
Joël Vidal est élu nouveau maire de la commune le 4 juillet 2020.
Dans les communes de moins de 1 000 habitants, les conseillers communautaires sont désignés parmi les conseillers municipaux élus en suivant l’ordre du tableau (maire, adjoints puis conseillers municipaux) et dans la limite du nombre de sièges attribués à la commune au sein du conseil communautaire. Un siège est attribué à la commune au sein de la communauté de communes du Pays de Salars.

#### Liste des maires
| Période                                  | Période  | Identité          | Étiquette      | Qualité     |
| ---------------------------------------- | -------- | ----------------- | -------------- | ----------- |
| mars 2001                                | 2008     | Arthur Capoulade  |                |             |
| mars 2008                                | 2020     | Jean-Marie Daures | MoDem puis RES | Agriculteur |
| juin 2020                                | En cours | Joël Vidal        |                |             |
| Les données manquantes sont à compléter. |          |                   |                |             |

## Démographie
L'évolution du nombre d'habitants est connue à travers les recensements de la population effectués dans la commune depuis 1793. Pour les communes de moins de 10 000 habitants, une enquête de recensement portant sur toute la population est réalisée tous les cinq ans, les populations de référence des années intermédiaires étant quant à elles estimées par interpolation ou extrapolation. Pour la commune, le premier recensement exhaustif entrant dans le cadre du nouveau dispositif a été réalisé en 2005.

En 2022, la commune comptait 473 habitants, en évolution de −6,34 % par rapport à 2016 (Aveyron : +0,37 %, France hors Mayotte : +2,11 %).
| 1793 | 1800 | 1831  | 1836 | 1841  | 1846  | 1851  | 1856  | 1861  |
| ---- | ---- | ----- | ---- | ----- | ----- | ----- | ----- | ----- |
| 416  | 512  | 1 010 | 984  | 1 104 | 1 113 | 1 145 | 1 108 | 1 076 |

| 1866  | 1872  | 1876  | 1881  | 1886  | 1891  | 1896  | 1901  | 1906  |
| ----- | ----- | ----- | ----- | ----- | ----- | ----- | ----- | ----- |
| 1 101 | 1 079 | 1 116 | 1 108 | 1 122 | 1 101 | 1 121 | 1 138 | 1 123 |

| 1911  | 1921 | 1926 | 1931 | 1936 | 1946 | 1954 | 1962 | 1968 |
| ----- | ---- | ---- | ---- | ---- | ---- | ---- | ---- | ---- |
| 1 094 | 953  | 946  | 903  | 907  | 900  | 851  | 759  | 709  |

| 1975 | 1982 | 1990 | 1999 | 2005 | 2006 | 2010 | 2015 | 2020 |
| ---- | ---- | ---- | ---- | ---- | ---- | ---- | ---- | ---- |
| 626  | 546  | 503  | 504  | 517  | 521  | 512  | 505  | 476  |

| 2022 | - | - | - | - | - | - | - | - |
| ---- | - | - | - | - | - | - | - | - |
| 473  | - | - | - | - | - | - | - | - |

## Économie

### Revenus
En 2018  (données Insee publiées en septembre 2021), la commune compte 192 ménages fiscaux, regroupant 443 personnes. La médiane du revenu disponible par unité de consommation est de 18 900 € (20 640 € dans le département).

### Emploi
| Division       | 2008  | 2013  | 2018  |
| -------------- | ----- | ----- | ----- |
| Commune        | 4,5 % | 3,9 % | 7,4 % |
| Département    | 5,4 % | 7,1 % | 7,1 % |
| France entière | 8,3 % | 10 %  | 10 %  |

En 2018, la population âgée de 15 à 64 ans s'élève à 283 personnes, parmi lesquelles on compte 79,8 % d'actifs (72,4 % ayant un emploi et 7,4 % de chômeurs) et 20,2 % d'inactifs,. En  2018, le taux de chômage communal (au sens du recensement) des 15-64 ans est supérieur à celui du département, mais inférieur à celui de la France, alors qu'il était inférieur à celui du département et de la France en 2008.
La commune fait partie de la couronne de l'aire d'attraction de Rodez, du fait qu'au moins 15 % des actifs travaillent dans le pôle,. Elle compte 121 emplois en 2018, contre 113 en 2013 et 142 en 2008. Le nombre d'actifs ayant un emploi résidant dans la commune est de 211, soit un indicateur de concentration d'emploi de 57,3 % et un taux d'activité parmi les 15 ans ou plus de 55,9 %.
Sur ces 211 actifs de 15 ans ou plus ayant un emploi, 104 travaillent dans la commune, soit 49 % des habitants. Pour se rendre au travail, 69 % des habitants utilisent un véhicule personnel ou de fonction à quatre roues, 11,8 % s'y rendent en deux-roues, à vélo ou à pied et 19,2 % n'ont pas besoin de transport (travail au domicile).

### Activités hors agriculture

#### Secteurs d'activités
35 établissements sont implantés  à Trémouilles au 31 décembre 2019. Le tableau ci-dessous en détaille le nombre par secteur d'activité et compare les ratios avec ceux du département,.
| Secteur d'activité                                                                                        | Commune | Commune | Département |
| Secteur d'activité                                                                                        | Nombre  | %       | %           |
| --- | ------- | ------- | ----------- |
| Ensemble                                                                                                  | 35      | 100 %   | (100 %)     |
| Industrie manufacturière, industries extractives et autres                                                | 8       | 22,9 %  | (17,7 %)    |
| Construction                                                                                              | 7       | 20 %    | (13 %)      |
| Commerce de gros et de détail, transports, hébergement et restauration                                    | 8       | 22,9 %  | (27,5 %)    |
| Information et communication                                                                              | 1       | 2,9 %   | (1,5 %)     |
| Activités financières et d'assurance                                                                      | 1       | 2,9 %   | (3,4 %)     |
| Activités immobilières                                                                                    | 1       | 2,9 %   | (4,2 %)     |
| Activités spécialisées, scientifiques et techniques et activités de services administratifs et de soutien | 5       | 14,3 %  | (12,4 %)    |
| Administration publique, enseignement, santé humaine et action sociale                                    | 2       | 5,7 %   | (12,7 %)    |
| Autres activités de services                                                                              | 2       | 5,7 %   | (7,8 %)     |

Le secteur du commerce de gros et de détail, des transports, de l'hébergement et de la restauration est prépondérant sur la commune puisqu'il représente 22,9 % du nombre total d'établissements de la commune (8 sur les 35 entreprises implantées  à Trémouilles), contre 27,5 % au niveau départemental.

#### Entreprises
Les deux entreprises ayant leur siège social sur le territoire communal qui génèrent le plus de chiffre d'affaires en 2020 sont : 
- EURL Loubiere Charpentes SARL, fabrication de charpentes et d'autres menuiseries (1 916 k€)
- Transport Christophe Boissonnade - TCB, transports routiers de fret de proximité (388 k€)

### Agriculture
La commune est dans le Levezou, une petite région agricole située dans le centre de l'Aveyron et constituée d'un haut plateau cristallin. En 2020, l'orientation technico-économique de l'agriculture  sur la commune est l'élevage d'équidés et/ou d' autres herbivores.
|               | 1988  | 2000  | 2010  | 2020  |
| ------------- | ----- | ----- | ----- | ----- |
| Exploitations | 89    | 66    | 60    | 53    |
| SAU (ha)      | 2 191 | 2 269 | 2 410 | 2 386 |

Le nombre d'exploitations agricoles en activité et ayant leur siège dans la commune est passé de 89 lors du recensement agricole de 1988  à 66 en 2000 puis à 60 en 2010 et enfin à 53 en 2020, soit une baisse de 40 % en 32 ans. Le même mouvement est observé à l'échelle du département qui a perdu pendant cette période 51 % de ses exploitations,. La surface agricole utilisée sur la commune a quant à elle augmenté, passant de 2 191 ha en 1988 à 2 386 ha en 2020. Parallèlement la surface agricole utilisée moyenne par exploitation a augmenté, passant de 25 à 45 ha.

## Culture locale et patrimoine

### Lieux et monuments
- Église Saint-Martial de Trémouilles.
- Église Saint-Hilaire de Saint-Hilaire.

### Personnalités liées à la commune
- Famille de Landorre, seigneurs de Trémouilles au Moyen Âge.
- Guilhot d'Estaing, seigneur de Trémouilles de 1502 à 1520.
- Famille Brenguier, seigneurs de Trémouilles de 1520 à 1560.
- Famille Cat, marchands de Rodez, seigneurs de Trémouilles de 1560 à 1566.
- Famille Vedel puis de Vedelly ou de Védelly[39], au départ marchands de Rodez puis famille bourgeoise possédant fief, seigneurs de Trémouilles  de 1566 à 1656 puis co-seigneurs jusqu'à la Révolution française.
- Famille de Barrau, co-seigneurs de Trémouilles de 1656 jusqu'à la Révolution française.
- Jean-Antonin Sadous et Pierre-Jean Sadous, prêtes réfractaires, protagonistes de « l'affaire de Calmont » en 1792[41].

### Héraldique
| Blason de Trémouilles | Blason  | D’argent à un pairle réduit d’azur, accompagné en chef d’un lion issant de gueules et accosté de deux peupliers de sinople. |
| Blason de Trémouilles | Détails | Les peupliers traduisent le nom de la commune. Le pairle symbolise la confluence du Viaur et du Vioulou qui a lieu sur le territoire de Trémouilles. L’argent et le lion de gueules proviennent des armes de la famille de Barrau, co-seigneurs du village. Le blason exact de cette famille est D’argent à un chevron d’azur, accompagné en pointe d’un lion rampant de gueules, au chef d’azur chargé d’un croissant d’argent, accosté de deux étoiles de même. La reprise intégrale des armes de famille étant interdite pour les municipalités, il suffit d’en emprunter un ou plusieurs éléments et de les intégrer dans un dessin plus vaste pour respecter les règles. Les ornements sont deux gerbes de blé d’or mises en sautoir par la pointe et liées d’azur afin d’honorer l’activité agricole. Le listel d’argent porte le nom de la commune en lettres majuscules de sable. La couronne de tours dit que l’écu est celui d’une commune ; elle n’a rien à voir avec des fortifications. Le statut officiel du blason reste à déterminer. |